# Sxéblovo
Sxéblovo (en rus: Щеблово) és un poble de l'óblast de Tula, a Rússia, segons el cens del 2010 tenia 9 habitants.